# Elezioni politiche suppletive in Francia del 1974
Le elezioni politiche suppletive francesi del 1974 sono le elezioni tenute in Francia nel corso del 1974 per eleggere deputati dell'assemblea nazionale dei collegi uninominali rimasti vacanti. 

## Risultati

### 7° collegio di Loire-Atlantique
Le elezioni politiche suppletive nel 7° collegio di Loire-Atlantique si sono tenute il 29 settembre, in seguito alle dimissioni di Michel Rabreau, supplente di Olivier Guichard. Poiché Olivier Guichard ha ottenuto la maggioranza dei voti al primo turno, non è stato necessario procedere al ballottaggio. 
| Partito                            | Partito                            | Candidato                          | Risultati 29 settembre | Risultati 29 settembre |
| Partito                            | Partito                            | Candidato                          | Voti                   | %                      |
| ---------------------------------- | ---------------------------------- | ---------------------------------- | ---------------------- | ---------------------- |
|                                    | UDR                                | Olivier Guichard                   | 19 996                 | 56,15                  |
|                                    | PS                                 | Philippe Segrétain                 | 10 824                 | 30,39                  |
|                                    | PCF                                | Pierre Le Berche                   | 2 502                  | 7,03                   |
|                                    | SaV                                | Michel Barré                       | 935                    | 2,63                   |
|                                    | LO                                 | Liliane Allain                     | 625                    | 1,75                   |
|                                    | UBD                                | Aldrig Russon                      | 473                    | 1,33                   |
|                                    | RN                                 | Jean Peloux                        | 259                    | 0,73                   |
|                                    |                                    |                                    |                        |                        |
| Iscritti                           | Iscritti                           | Iscritti                           | 52 918                 | 100,00                 |
| ↳ Votanti (% su iscritti)          | ↳ Votanti (% su iscritti)          | ↳ Votanti (% su iscritti)          | 35 614                 | 67,30                  |
| ↳ Voti validi (% su votanti)       | ↳ Voti validi (% su votanti)       | ↳ Voti validi (% su votanti)       | 35 614                 | 100,00                 |
| ↳ Schede non valide (% su votanti) | ↳ Schede non valide (% su votanti) | ↳ Schede non valide (% su votanti) | 0                      | 0,00                   |
| ↳ Astenuti (% su iscritti)         | ↳ Astenuti (% su iscritti)         | ↳ Astenuti (% su iscritti)         | 17 304                 | 32,70                  |
|                                    |                                    |                                    |                        |                        |
|                                    | Esito: collegio confermato a UDR   |                                    |                        |                        |

### 8° collegio di Moselle
Le elezioni politiche suppletive nell'8° collegio di Moselle si sono tenute il 29 settembre, in seguito alle dimissioni di Maurice Jarrige, supplente di Pierre Messmer. Poiché Pierre Messmer ha ottenuto la maggioranza dei voti al primo turno, non è stato necessario procedere al ballottaggio. 
| Partito                            | Partito                            | Candidato                          | Risultati 29 settembre | Risultati 29 settembre |
| Partito                            | Partito                            | Candidato                          | Voti                   | %                      |
| ---------------------------------- | ---------------------------------- | ---------------------------------- | ---------------------- | ---------------------- |
|                                    | UDR                                | Pierre Messmer                     | 23 201                 | 54,77                  |
|                                    | DVC                                | Aloyse Warhouver                   | 7 111                  | 16,79                  |
|                                    | DVD                                | Oscar Gérard                       | 5 655                  | 13,35                  |
|                                    | PS                                 | Vincent Thollon-Pommerol           | 3 885                  | 9,17                   |
|                                    | PCF                                | Francis Vigneron                   | 1 634                  | 3,86                   |
|                                    | LO                                 | Dominique Palacio                  | 686                    | 1,62                   |
|                                    | RN                                 | Jean-Jacques Fleck                 | 187                    | 0,44                   |
|                                    |                                    |                                    |                        |                        |
| Iscritti                           | Iscritti                           | Iscritti                           | 47 242                 | 100,00                 |
| ↳ Votanti (% su iscritti)          | ↳ Votanti (% su iscritti)          | ↳ Votanti (% su iscritti)          | 42 359                 | 89,66                  |
| ↳ Voti validi (% su votanti)       | ↳ Voti validi (% su votanti)       | ↳ Voti validi (% su votanti)       | 42 359                 | 100,00                 |
| ↳ Schede non valide (% su votanti) | ↳ Schede non valide (% su votanti) | ↳ Schede non valide (% su votanti) | 0                      | 0,00                   |
| ↳ Astenuti (% su iscritti)         | ↳ Astenuti (% su iscritti)         | ↳ Astenuti (% su iscritti)         | 4 883                  | 10,34                  |
|                                    |                                    |                                    |                        |                        |
|                                    | Esito: collegio confermato a UDR   |                                    |                        |                        |

### 2° collegio di Ardèche
Le elezioni politiche suppletive nel 2° collegio di Ardèche si sono tenute il 29 settembre in seguito alle dimissioni di Pierre Grandcolas, supplente di Henri Torre. Poiché nessun candidato ha ottenuto la maggioranza dei voti al primo turno, stato necessario procedere al ballottaggio il 6 ottobre. 
| Partito                            | Partito                            | Candidato                          | Primo turno 29 settembre | Primo turno 29 settembre | Ballottaggio 6 ottobre | Ballottaggio 6 ottobre |
| Partito                            | Partito                            | Candidato                          | Voti                     | %                        | Voti                   | %                      |
| ---------------------------------- | ---------------------------------- | ---------------------------------- | ------------------------ | ------------------------ | ---------------------- | ---------------------- |
|                                    | UDR                                | Henri Torre                        | 20 015                   | 49,62                    | 22 492                 | 50,36                  |
|                                    | PS                                 | Louis Gaillard                     | 13 877                   | 34,41                    | 22 168                 | 49,64                  |
|                                    | PCF                                | Raymond Combe                      | 5 096                    | 12,63                    |                        |                        |
|                                    | LO                                 | André Moulin                       | 758                      | 1,88                     |                        |                        |
|                                    | RN                                 | Jean-Paul Lagarrigue               | 587                      | 1,46                     |                        |                        |
|                                    |                                    |                                    |                          |                          |                        |                        |
| Iscritti                           | Iscritti                           | Iscritti                           | 59 807                   | 100,00                   | 59 807                 | 100,00                 |
| ↳ Votanti (% su iscritti)          | ↳ Votanti (% su iscritti)          | ↳ Votanti (% su iscritti)          | 40 333                   | 67,44                    | 44 660                 | 74,67                  |
| ↳ Voti validi (% su votanti)       | ↳ Voti validi (% su votanti)       | ↳ Voti validi (% su votanti)       | 40 333                   | 100,00                   | 44 660                 | 100,00                 |
| ↳ Schede non valide (% su votanti) | ↳ Schede non valide (% su votanti) | ↳ Schede non valide (% su votanti) | 0                        | 0,00                     | 0                      | 0,00                   |
| ↳ Astenuti (% su iscritti)         | ↳ Astenuti (% su iscritti)         | ↳ Astenuti (% su iscritti)         | 19 474                   | 32,56                    | 15 147                 | 25,33                  |
|                                    |                                    |                                    |                          |                          |                        |                        |
|                                    | Esito: collegio confermato a UDR   |                                    |                          |                          |                        |                        |

### 3° collegio di Côte-d'Or
Le elezioni politiche suppletive nel 3° collegio di Côte-d'Or si sono tenute il 29 settembre in seguito alle dimissioni di Henri Moine, supplente di Jean-Philippe Lecat. Poiché nessun candidato ha ottenuto la maggioranza dei voti al primo turno, stato necessario procedere al ballottaggio il 6 ottobre. 
| Partito                            | Partito                            | Candidato                          | Primo turno 29 settembre | Primo turno 29 settembre | Ballottaggio 6 ottobre | Ballottaggio 6 ottobre |
| Partito                            | Partito                            | Candidato                          | Voti                     | %                        | Voti                   | %                      |
| ---------------------------------- | ---------------------------------- | ---------------------------------- | ------------------------ | ------------------------ | ---------------------- | ---------------------- |
|                                    | UDR                                | Jean-Philippe Lecat                | 13 937                   | 42,30                    | 19 854                 | 53,32                  |
|                                    | PS                                 | Pierre Charles                     | 12 708                   | 38,57                    | 17 382                 | 46,68                  |
|                                    | PCF                                | Marcel Harbelot                    | 5 441                    | 16,52                    |                        |                        |
|                                    | LO                                 | Édouard Silberstein                | 516                      | 1,57                     |                        |                        |
|                                    | RN                                 | Gilbert Cottinet                   | 343                      | 1,04                     |                        |                        |
|                                    |                                    |                                    |                          |                          |                        |                        |
| Iscritti                           | Iscritti                           | Iscritti                           | 51 896                   | 100,00                   | 51 896                 | 100,00                 |
| ↳ Votanti (% su iscritti)          | ↳ Votanti (% su iscritti)          | ↳ Votanti (% su iscritti)          | 32 945                   | 63,48                    | 37 236                 | 71,75                  |
| ↳ Voti validi (% su votanti)       | ↳ Voti validi (% su votanti)       | ↳ Voti validi (% su votanti)       | 32 945                   | 100,00                   | 37 236                 | 100,00                 |
| ↳ Schede non valide (% su votanti) | ↳ Schede non valide (% su votanti) | ↳ Schede non valide (% su votanti) | 0                        | 0,00                     | 0                      | 0,00                   |
| ↳ Astenuti (% su iscritti)         | ↳ Astenuti (% su iscritti)         | ↳ Astenuti (% su iscritti)         | 18 951                   | 36,52                    | 14 660                 | 28,25                  |
|                                    |                                    |                                    |                          |                          |                        |                        |
|                                    | Esito: collegio confermato a UDR   |                                    |                          |                          |                        |                        |

### 1° collegio di Dordogne
Le elezioni politiche suppletive nel 1° collegio di Dordogne si sono tenute il 29 settembre in seguito alle dimissioni di Jean Lovato, supplente di Yves Guéna. Poiché nessun candidato ha ottenuto la maggioranza dei voti al primo turno, stato necessario procedere al ballottaggio il 6 ottobre. 
| Partito                            | Partito                            | Candidato                          | Primo turno 29 settembre | Primo turno 29 settembre | Ballottaggio 6 ottobre | Ballottaggio 6 ottobre |
| Partito                            | Partito                            | Candidato                          | Voti                     | %                        | Voti                   | %                      |
| ---------------------------------- | ---------------------------------- | ---------------------------------- | ------------------------ | ------------------------ | ---------------------- | ---------------------- |
|                                    | UDR                                | Yves Guéna                         | 24 164                   | 46,95                    | 29 446                 | 51,68                  |
|                                    | PCF                                | Yves Péron                         | 16 275                   | 31,62                    | 27 533                 | 48,32                  |
|                                    | PS                                 | Aris Salviat                       | 10 047                   | 19,52                    |                        |                        |
|                                    | LO                                 | Jean-François Mas                  | 473                      | 0,92                     |                        |                        |
|                                    | RN                                 | Guy Aymat                          | 367                      | 0,71                     |                        |                        |
|                                    | FP                                 | Guy Aymat                          | 145                      | 0,28                     |                        |                        |
|                                    |                                    |                                    |                          |                          |                        |                        |
| Iscritti                           | Iscritti                           | Iscritti                           | 68 382                   | 100,00                   | 68 382                 | 100,00                 |
| ↳ Votanti (% su iscritti)          | ↳ Votanti (% su iscritti)          | ↳ Votanti (% su iscritti)          | 51 471                   | 75,27                    | 56 979                 | 83,32                  |
| ↳ Voti validi (% su votanti)       | ↳ Voti validi (% su votanti)       | ↳ Voti validi (% su votanti)       | 51 471                   | 100,00                   | 56 979                 | 100,00                 |
| ↳ Schede non valide (% su votanti) | ↳ Schede non valide (% su votanti) | ↳ Schede non valide (% su votanti) | 0                        | 0,00                     | 0                      | 0,00                   |
| ↳ Astenuti (% su iscritti)         | ↳ Astenuti (% su iscritti)         | ↳ Astenuti (% su iscritti)         | 16 911                   | 24,73                    | 11 403                 | 16,68                  |
|                                    |                                    |                                    |                          |                          |                        |                        |
|                                    | Esito: collegio confermato a UDR   |                                    |                          |                          |                        |                        |

### 2° collegio di Savoia
Le elezioni politiche suppletive nel 2° collegio di Savoia si tennero il 26 settembre in seguito alla morte di Georges Peizerat, sostituto di Joseph Fontanet. Poiché nessun candidato ottenne la maggioranza dei voti al primo turno, fu necessario procedere al ballottaggio il 6 ottobre, dove vinse il socialista Maurice Blanc.

## Riepilogo
| Data 1º turno | Ballottaggio   | Circoscrizione   | Collegio | Parlamentare uscente | Partito | Parlamentare eletto | Partito |
| ------------- | -------------- | ---------------- | -------- | -------------------- | ------- | ------------------- | ------- |
| 29 settembre  | Non necessario | Loire-Atlantique | 7°       | Olivier Guichard     | UDR     | Olivier Guichard    | UDR     |
| 29 settembre  | Non necessario | Moselle          | 8°       | Pierre Messmer       | UDR     | Pierre Messmer      | UDR     |
| 29 settembre  | 6 ottobre      | Ardèche          | 2°       | Henri Torre          | UDR     | Henri Torre         | UDR     |
| 29 settembre  | 6 ottobre      | Côte-d'Or        | 3°       | Jean-Philippe Lecat  | UDR     | Jean-Philippe Lecat | UDR     |
| 29 settembre  | 6 ottobre      | Dordogne         | 1°       | Yves Guéna           | UDR     | Yves Guéna          | UDR     |
| 29 settembre  | 6 ottobre      | Savoia           | 2°       | Joseph Fontanet      | CDR     | Maurice Blanc       | PS      |